# Pól chladu
Pól chladu (někdy také zimy) je místo (nebo oblast) na dané polokouli Země (nebo celé Země), kde jsou nejnižší teploty vzduchu na povrchu. 
Na severní polokouli jsou tyto póly dva: 
- sibiřský pól chladu se nachází v severovýchodní Sibiři s absolutní minimální teplotou přibližně −70 °C (vesnice Ojmjakon −71 °C)

- grónský pól chladu s ročním minimem teploty −65 až −70 °C

Na jižní polokouli je pól zimy jeden:
- antarktický pól chladu se nachází ve východní Antarktidě a minimální teploty zde klesají pod −80 °C a nejvyšší letní teploty nepřekračují −10 °C. Proto je také označován jako absolutní pól chladu na Zemi.